# Charles Muller (linguiste)
Pour les articles homonymes, voir Charles Müller et Muller.
Charles Muller est un linguiste romaniste français né le 22 septembre 1909 à Strasbourg et décédé dans la même ville le 2 mars 2015, dans sa cent sixième année.
C'est un pionnier de la statistique linguistique, professeur émérite de l'université de Strasbourg et fondateur d'Orthonet, un site de requêtes et d'explications orthographiques, qui a pris la relève d'Orthotel (Minitel) en 1998.

## Biographie
Après avoir été reçu premier à l’agrégation de grammaire en 1931, il enseigne dans divers lycées et est nommé à l’université de Strasbourg. 
Après la guerre, au cours de laquelle il s'évade de l'Alsace annexée par le IIIe Reich, il occupe divers postes en Allemagne occupée au sein des services militaires et diplomatiques français. 
En 1964, il soutient à l'Université de Strasbourg sa thèse secondaire (Essai de statistique lexicale : « L'Illusion comique » de Pierre Corneille), puis en 1967 sa thèse principale (Étude de statistique lexicale : le vocabulaire du théâtre de Pierre Corneille).
Auteur de nombreux ouvrages de linguistique et passionné d'informatique, il fut le créateur de la statistique lexicale en France et devint vice-président du Conseil international de la langue française dont il géra le site internet (Orthonet). Son grand œuvre reste d’avoir été l'un des initiateurs du projet du Trésor de la langue française.

## Sélection d'œuvres
- Orthotel jeux : 20 jeux, 100 variantes, 1 000 questions, 1 000 fautes à ne plus faire, Conseil international de la langue française, 1985,
- Principes et méthodes de statistique lexicale, H. Champion, 1993
- Initiation aux méthodes de la statistique linguistique,  H. Champion, 1993,
- Langue française, débats et bilans : recueil d'articles, 1986-1993, H. Champion, 1993
- Mes rencontres avec Victor Hugo, La Nuée Bleue/Éditions de l'Est, Strasbourg, 2002
- La langue française vue d'Orthonet, Presses universitaires de Strasbourg, 2004

## Distinctions
Charles Muller est :
- titulaire de la croix de guerre 1939-1945,
- commandeur de la Légion d'honneur ("officier" selon l'annonce de décès du 10 mars 2015 dans Le Monde),
- officier de l'ordre national du Mérite,
- commandeur dans l'ordre des Arts et des Lettres,
- officier dans l'ordre des Palmes académiques.